# Yoon Ha Lee
Pour les articles homonymes, voir Yoon (homonymie).
Œuvres principales
- Série Les Machineries de l'Empire
- Série Thousand Worlds
- Moonstorm

Yoon Ha Lee, né le 26 janvier 1979 à Houston au Texas, est un écrivain de science-fiction et de fantastique américain d'origine coréenne.

## Biographie
Après avoir fréquenté l'école internationale de langue anglaise Seoul Foreign School, Yoon Ha Lee obtient un diplôme d'enseignement de niveau secondaire en mathématiques à l'université Stanford. Il a exercé les métiers d'analyste, de web designer et d'enseignant en mathématiques. Yoon Ha Lee est trans et se définit comme queer.
En 1999, Yoon Ha Lee vend ses premières nouvelles, notamment à The Magazine of Fantasy & Science Fiction, Clarkesworld et Lightspeed magazine. Trois de ses nouvelles sont republiées dans l'anthologie de Gardner Dozois The Year's Best Science Fiction. En 2010, The Pirate Captain's Daughter est nommé pour le prix WSFA Small Press. En 2011, puis 2012, Flower, Mercy, Needle, Chain et Ghostweight sont nommés pour le prix Theodore-Sturgeon et le prix Locus de la meilleure nouvelle courte.
En 2013, les éditions Prime Books publient son recueil de nouvelles Conservation of Shadows. Aliette de Bodard écrit l'introduction de l'ouvrage, et recommande en particulier les nouvelles Ghostweight et The Knight of Chains, the Deuce of Stars.
Les droits de publication de son premier roman sont acquis par les éditions Solaris Books. Il s'agit d'une trilogie intitulée Les Machineries de l'Empire, dont le premier tome Le Gambit du renard (Ninefox Gambit) est paru en juin 2016.

## Œuvres

### UniversHexarcat

#### SérieLes Machineries de l'Empire
1. Le Gambit du renard, Denoël, coll. « Lunes d'encre », 2018 ((en) Ninefox Gambit, Solaris Books, 2016), trad. Sébastien Raizer, 384 p.  (ISBN 978-2-207-14156-4)Réédition, Gallimard, coll. « Folio SF » no 649, 2019 480 p. (ISBN 978-2-07-287681-3) - Prix Locus du meilleur premier roman 2017
2. Le Stratagème du corbeau, Denoël, coll. « Lunes d'encre », 2020 ((en) Raven Stratagem, Solaris Books, 2017), trad. Sébastien Raizer, 416 p.  (ISBN 978-2-207-14413-8)Réédition, Gallimard, coll. « Folio SF » no 676, 2021 512 p. (ISBN 978-2-07-292845-1)
3. (en) Revenant Gun, Solaris Books, 2018

#### Recueil de nouvelles
- (en) Hexarchate Stories, 2019

### UniversStar Wars
- (en) The Clone Wars: Stories of Light and Dark, 2020Écrit avec Zoraida Córdova (en), Rebecca Roanhorse, Jason Fry, Anne Ursu (en), Lou Anders (en), Tom Angleberger (en), Preeti Chhibber (en), E. Anne Convery, Sarah Beth Durst (en) et Greg van Eekhout (en).

### SérieThousand Worlds
1. (en) Dragon Pearl, 2019Prix Locus du meilleur roman pour jeunes adultes 2020 et prix Mythopoeic 2020
2. (en) Tiger Honor, 2022
3. (en) Fox Snare, 2023

### SérieMoonstorm
1. (en) Moonstorm, 2024Prix Locus du meilleur roman pour jeunes adultes 2025
2. (en) Starstrike, 2025

### Romans indépendants
- (en) Phoenix Extravagant, 2020

### Recueil de nouvelles indépendant
- (en) Conservation of Shadows, Prime Books, 2013
  - (en) Ghostweight, 2011
  - (en) The Shadow Postulates, 2007
  - (en) The Bones of Giants, 2009
  - (en) Between Two Dragons, 2010
  - (en) Swanwatch, 2009
  - (en) Effigy Nights, 2013
  - (en) Flower, Mercy, Needle, Chain, 2010
  - (en) Iseul's Lexicon, 2013
  - (en) Counting the Shapes, 2001
  - (en) Blue Ink, 2008
  - (en) The Battle of Candle Arc, 2012
  - (en) A Vector Alphabet of Interstellar Travel, 2011
  - (en) The Unstrung Zither, 2009
  - (en) The Black Abacus, 2002
  - (en) The Book of Locked Doors, 2012
  - (en) Conservation of Shadows, 2012

### Autres nouvelles
- (en) Architectural Constants, 2008Parue dans The Best of Beneath Ceaseless Skies #2
- (en) Distinguishing Characteristics, 2014Parue dans Dangerous Games
- (en) Always the Harvest, 2014Parue dans Upgraded
- (en) Warhosts, 2014Parue dans War Stories
- (en) The Contemporary Foxwife, 2014Parue dans Clarkesworld Magazine #94
- (en) Combustion Hour, 2014Parue sur Tor.com
- (en) The Bonedrake's Penance, 2014Parue dans Beneath Ceaseless Skies #143
- (en) Wine, 2014Parue dans Clarkesworld Magazine #88
- (en) The Cold Inequalities, 2015Parue dans Meeting Infinity
- (en) Interlingua, 2015Parue dans Uncanny Magazine
- (en) Variations on an Apple, 2015Parue sur Tor.com
- (en) The Old Road, 2015Parue dans Not One of Us #54
- (en) Gamer's End, 2015Parue dans Press Start to Play
- (en) Snakes, 2015Parue dans Clarkesworld Magazine
- (en) Apocalypse Foxes, 2015Parue dans Daily Science Fiction
- (en) Two to Leave, 2015Parue dans Beneath Ceaseless Skies
- (en) The Graphology of Hemorrhage, 2015Parue dans Operation Arcana
- (en) The Queen's Aviary, 2015Parue dans Daily Science Fiction

### Anthologie
- (en) The Vela, Serial Box, 2019Écrit avec Becky Chambers, S. L. Huang, Lydia Shamah et Rivers Solomon.